# 스코어: 영화음악의 모든 것
《스코어-영화음악의 모든 것》(영어: Score:A Film Music Documentary)는 2017년에 개봉한 미국의 다큐멘터리 영화이다.
 맷 슈레이더가 감독과 각본을 맡았다.
 대한민국은 2017년 10월 19일 개봉되었다.

## 줄거리
<스타워즈>, <007>, <반지의 제왕>시리즈부터 <매드맥스: 분노의 도로>…

할리우드를 빛낸 세기의 명작 뒤에는 그들을 빛내 준 영화음악이 있다! 
한스 짐머, 존 윌리엄스, 하워드 쇼어 등 최고의 음악감독들이 직접 밝히는

전설의 명작을 완성시킨 영화음악의 탄생, 과정, 비하인드 스토리

그리고 잊을 수 없는 전율의 순간들까지!

## 출연진
- 한스 짐머 - 본인 역
- 대니 엘프만 - 본인 역
- 존 윌리엄스 - 본인 역
- 하워드 쇼어 - 본인 역
- 트렌트 레즈너 - 본인 역
- 제임스 카메론 - 본인 역
- 랜디 뉴먼 - 본인 역
- 퀸시 존스 - 본인 역
- 정키 XL - 본인 역
- 알렉상드르 데스플라 - 본인 역
- 해리 그렉슨 윌리엄스 - 본인 역
- 스티브 자블론스키 - 본인 역